# Гандурінський
Пам'ятка природи «Гандурінський» (рос. Памятник природы «Гандуринский») — зоологічна пам'ятка природи регіонального значення на території Астраханської області Південного федерального округу Російської Федерації.

## Географія
Пам'ятка природи розташована на території Образцово-Травінської сільради Камизяцького району Астраханської області. Займає заплаву лівобережжя протоки дельти Волги Гандуріно, по лівому березі єрика Мітькин на схід від Гандурінського рибохідного каналу.

## Історія
Резерват був утворений 15 квітня 1983 з метою охорони та збереження місця гніздування коровайки та косара, занесених до Червоної книги Росії.

## Біоценоз
У пам'ятці природи охороняються колонії рідкісних птахів, розташовані у високостовбурних заростях верби. У результаті підняття вод Каспійського моря та частими пожежами заростів очерету дерева загинули, утворивши практично недоступні людиною місця. Тут знаходяться місця гніздування косара (ковпиця) та коровайки, окрім цього гніздяться також чапля велика біла та чапля мала біла, чапля жовта (занесена до Червоної книги Астраханської області), квак (кваква) та баклан великий. Станом на 2004 рік орнітологами було нараховано 1000 пар баклана великого, 200 пар чаплі великої білої, 300 пар чаплі малої білої, 50 пар чаплі жовтої, 300 пар квака та 50 парк коровайки.

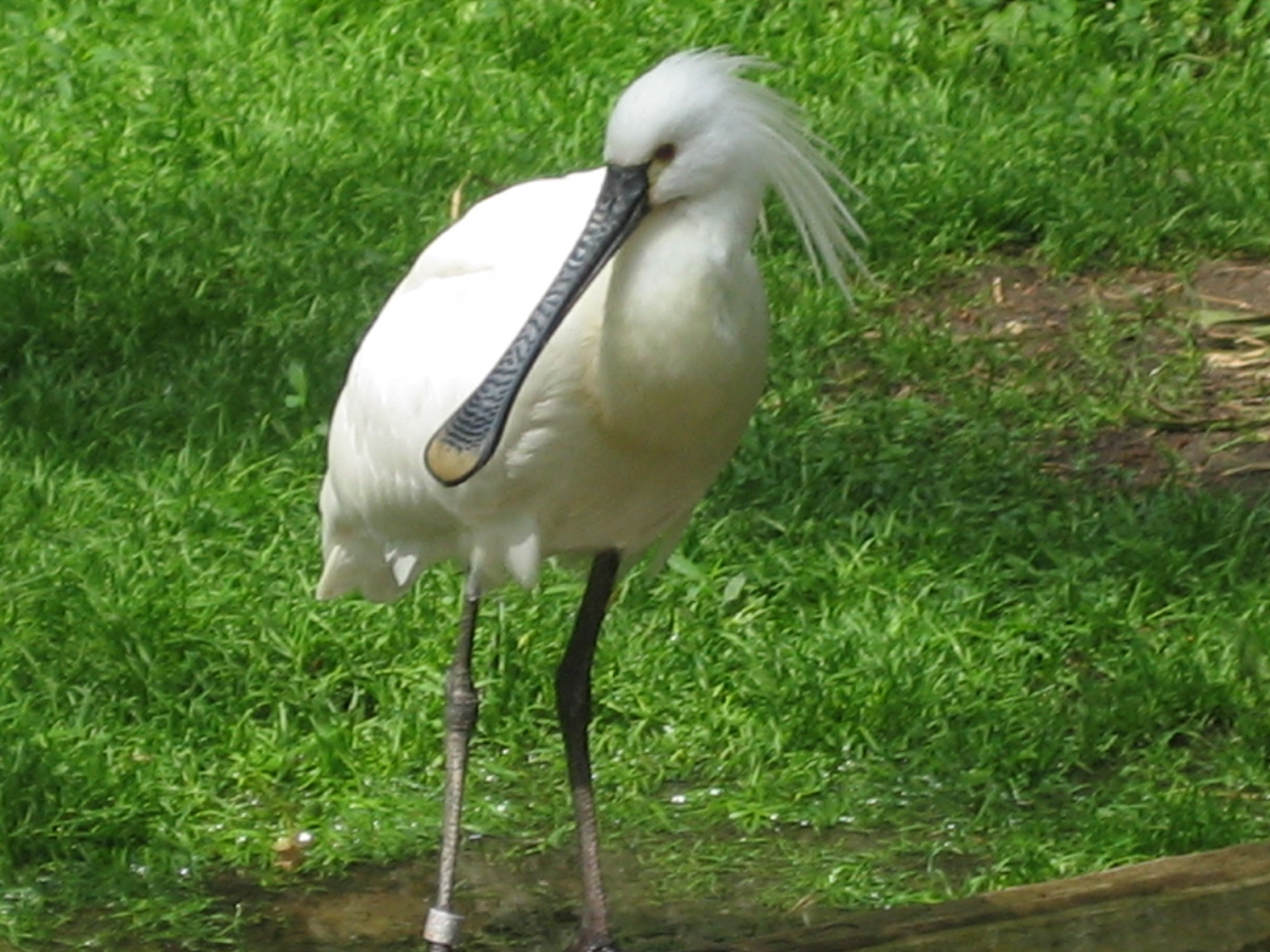
Косар (ковпиця)
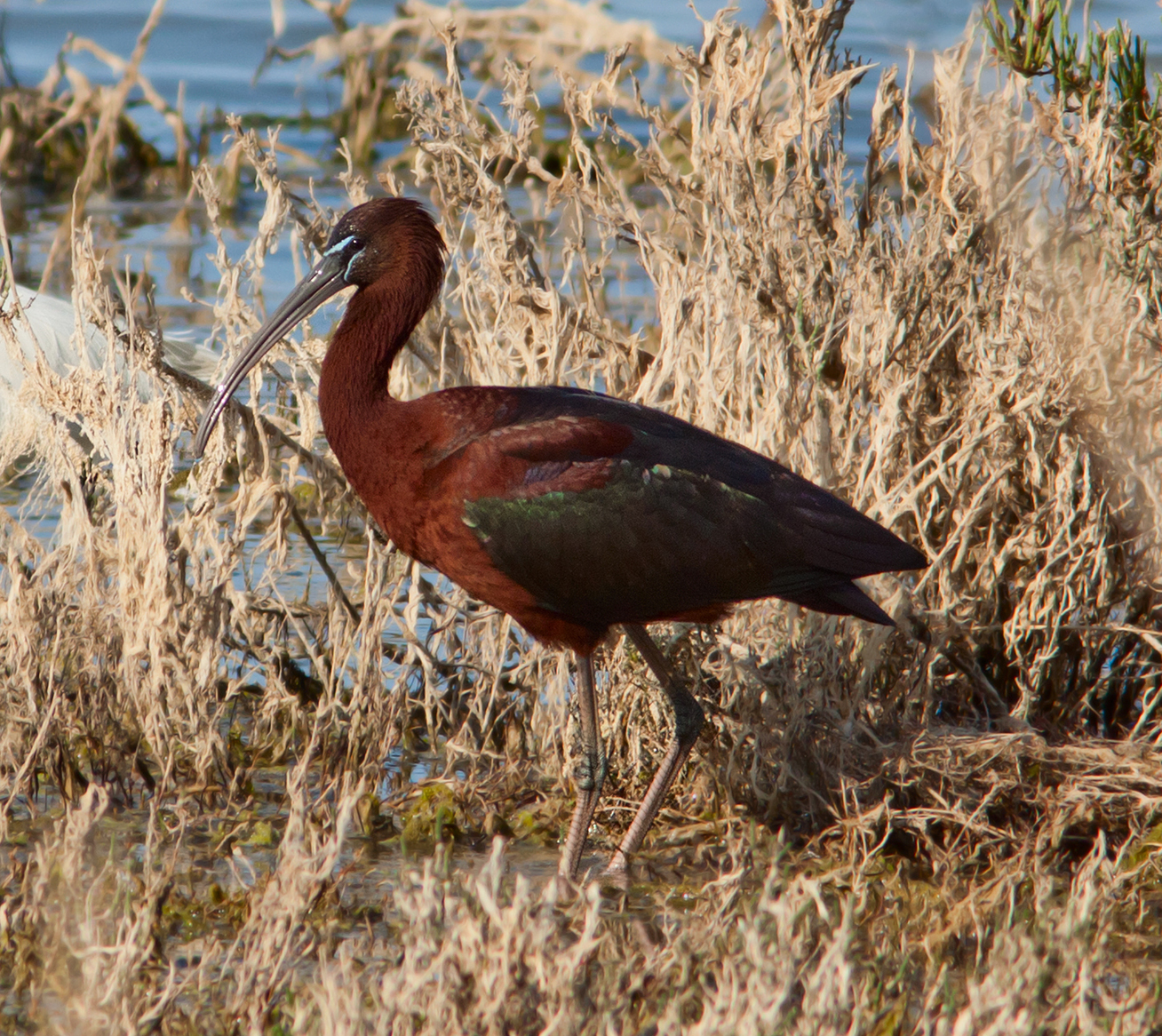
Коровайка
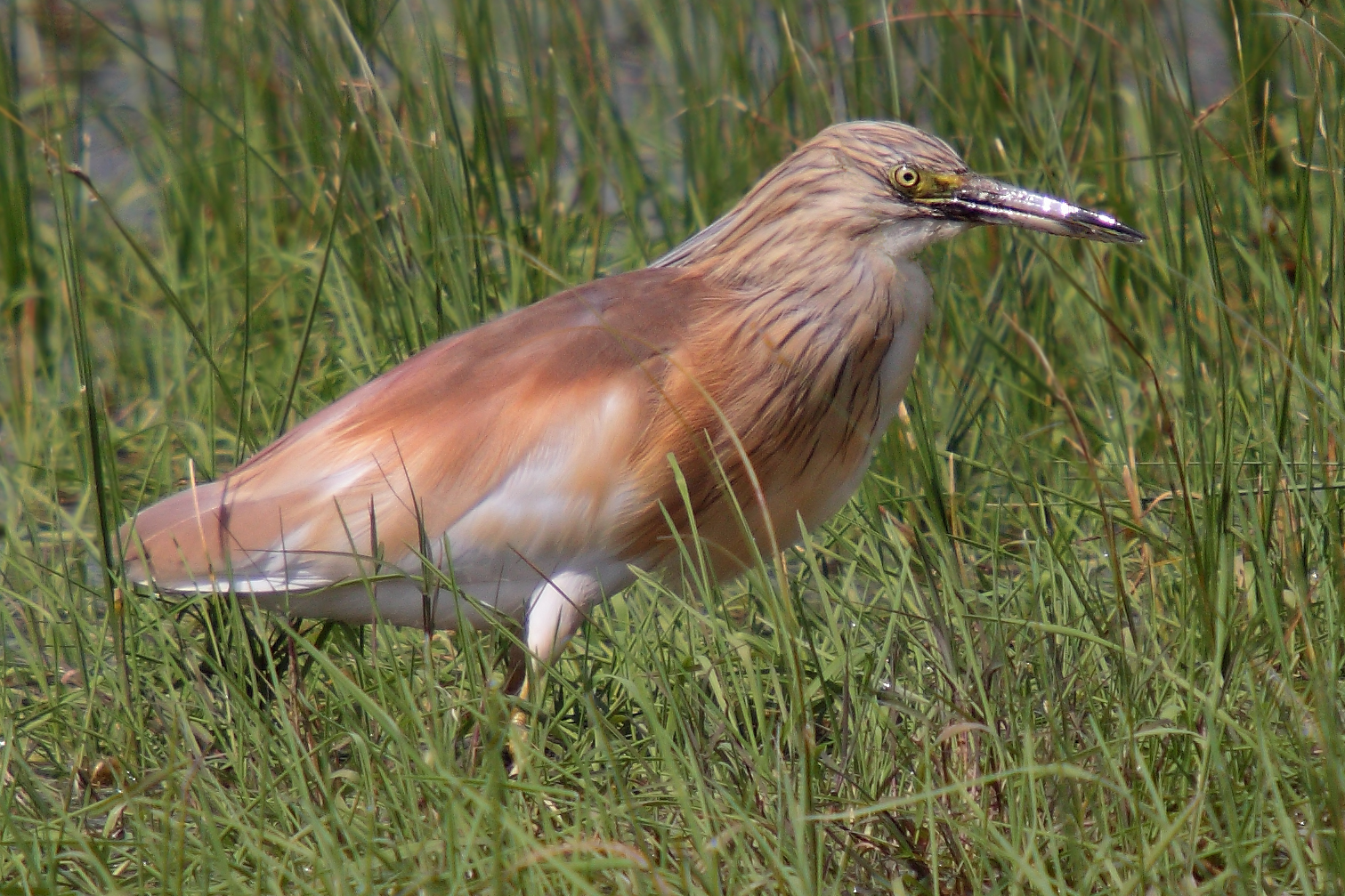
Чапля жовта
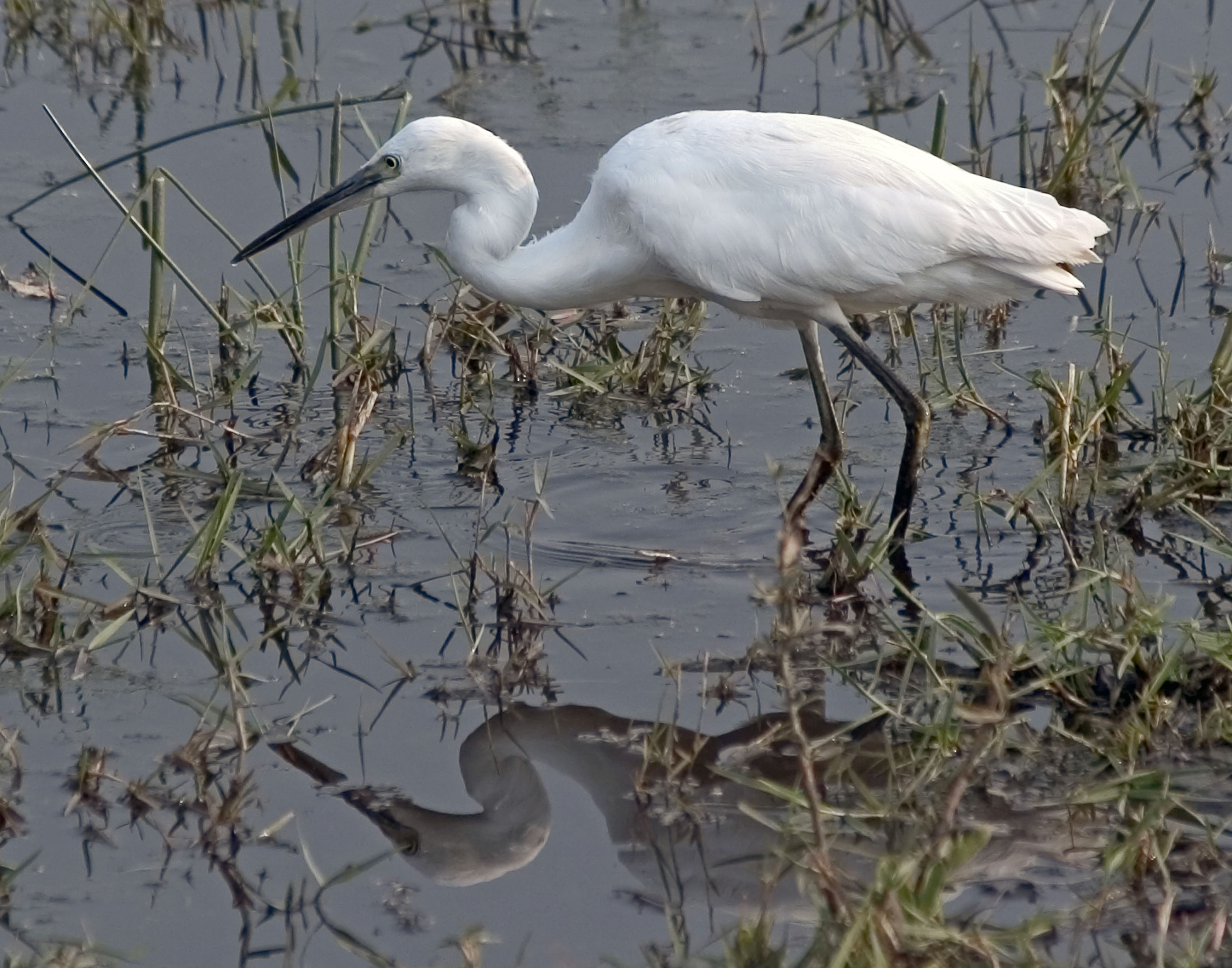
Чапля мала біла
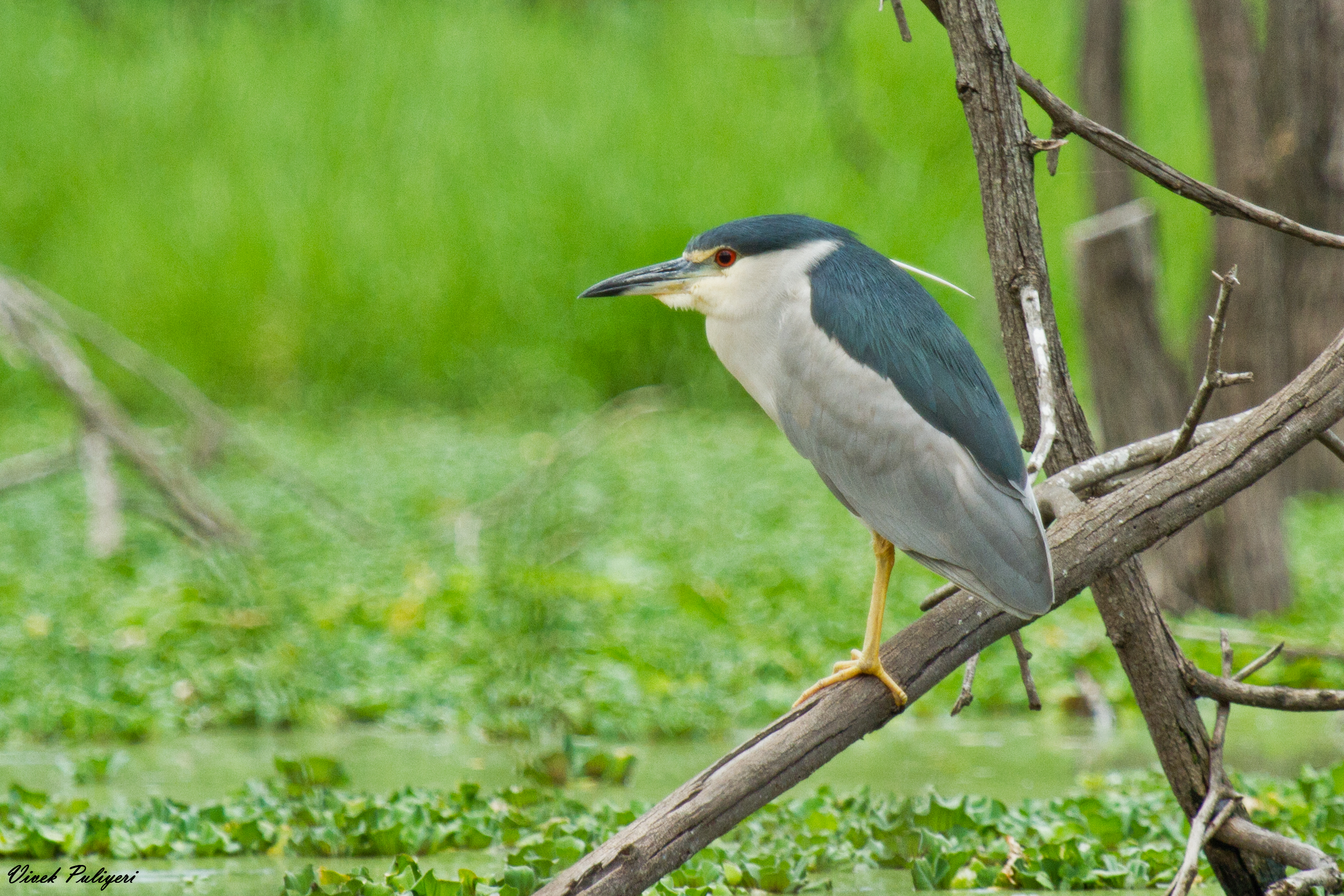
Квак (кваква)